# Cascades du Mont-Dore
Les cascades du Mont-Dore sont des cascades situées sur la commune du Mont-Dore dans le Puy-de-Dôme. Les quatre cascades les plus intéressantes sont un but de promenade pour les visiteurs de la station.

## Grande cascade
La Grande cascade est située sur un ruisseau qui descend du col de la Croix Saint-Robert, à l'est de la vallée du Mont-Dore, et se jette dans la Dordogne en amont de la ville. Sa chute est d'une trentaine de mètres.
Elle est accessible par un sentier qui part au début de la route du col de la Croix-Saint-Robert et monte vers la cascade.

## Cascades alimentant le ruisseau de l'Enfer
Un ensemble de cascades alimentent le ruisseau de l'Enfer, affluent de la Dordogne en aval de la station. Elles se situent, comme la Grande cascade, sur le versant oriental de la vallée du Mont-Dore.

### Cascade du Saut du Loup
La cascade du Saut du Loup déverse des eaux qui descendent des pentes du puy de l'Angle. Elle est constituée de deux chutes séparées horizontalement de quelques mètres.
On y accède à partir de la D 996 par un chemin qui part à droite (en venant du Mont-Dore) dans un virage et qu'il faut suivre sur 80 m environ.

### Cascade du Queureuilh
Elle tire son nom du quartier situé au nord de la ville, sur la route de Murat-le-Quaire. Elle est constituée des eaux qui viennent de la cascade du Saut du Loup, auxquelles se sont réunies celles d'un ruisseau descendu du puy de Barbier. La hauteur de sa chute est d'environ 20 m ; la paroi rocheuse derrière la chute est bien verticale. Le ruisseau qui a passé la cascade du Queureuilh va rejoindre le ruisseau de l'Enfer.
On parvient à la cascade du Queureuilh à partir d'un parking situé devant le cimetière paysager du Mont-Dore, directement ou en faisant un détour par la cascade du Rossignolet située à 250 m environ plus au nord ; on peut aussi descendre de la D 996 par un chemin qui part de celle-ci un peu plus bas que le chemin menant au Saut du Loup.

### Cascade du Rossignolet
L'eau dévale d'une hauteur de 7 m sur une pente oblique faite de cinérite (cendres volcaniques conglomérées). La cascade se déploie en éventail, dans un cadre boisé. La cascade se trouve sur un ruisseau descendant des pentes du puy de la Tache et du puy de Monne, qui rejoint ensuite le ruisseau de l'Enfer.
On y parvient de la même manière qu'à la cascade du Queureuilh.